# Mutimir
Mutimir, der älteste Sohn des serbischen Fürsten Vlastimir, war der Groß-Župan Rasziens von ca. 860 bis 890.
Mit seinen Brüdern Strojimir und Gojnik, die allesamt Mitregenten waren, schlug er bulgarische Angriffe unter Khan Boris zurück. Sie konnten dessen Sohn Wladimir gefangen nehmen. Während der Herrschaft Mutimirs und seiner Brüder wurde die Christianisierung der serbischen Stämme vollendet. Mutimir vertrieb nach dem Sieg über die Bulgaren seine Brüder, die in Bulgarien aufgenommen wurden, und wurde dadurch zum Alleinherrscher. Ihnen folgte sein Sohn Prvoslav, der Serbien von 891 bis 892 regierte. Die beiden anderen Söhne hießen Boren und Stefan. Seiner Herrschaft wird in dem Werk De Administrando Imperio des byzantinischen Kaisers Konstantin VII. erwähnt.